# Ткаченко Іван Савелійович
Іван Савелійович Ткаченко (нар. 8 листопада 1912, Мануйлівка — пом. 20 червня 1992, Коростень) — український радянський майстер кераміки.

## Біографія
Народився 8 листопада 1912 року в селі Мануйлівці (нині Верхня Мануйлівка Кременчуцького району Полтавської області, Україна). Брав участь у німецько-радянській війні, воював у складі 18-ї армії. Працюючи старшим креслярем оперативного відділу штабу армії, створював плакати і агітаційну продукцію. Нагороджений двома медалями «За бойові заслуги» (8 вересня 1944; 25 травня 1945). Член ВКП(б) з 1944 року.
1948 року закінчив Одеське художнє училище. Дипломна робота — блюдо «30 років УРСР» і статуетка «Розвідка в горах».
Після здобуття фахової освіти з 1948 року працював на Коростенському порцеляновому заводі. Помер у Коростені 20 червня 1992 року.

## Творчість
Серед робіт з портцеляни:
скульптура
- «Переможець» (Одеса, 1946);
- «Розвідка в горах» (Одеса, 1948; Національний музей українського народного декоративного мистецтва)[1];

декоративні тарілки
- «Подвиг Абдулли Усенова  7/ХІІ 1943 року» (1949; Коростенський краєзнавчий музей);
- «Схема повітряного бою та таран льотчика Полякова в районі міста Коростеня» (1950; Коростенський краєзнавчий музей);
- «Тарас Шевченко — співець України» (1950);
- «Микола Гоголь» (1952);
- «Поєдинок Тараса Бульби з сином Андрієм» (1952);
- «Богдан Хмельницький під Жовтими Водами» (1954);
- «Дівчина з соняшником» (1960);
- «Перебендя» (1961);
- «Леся Українка» (1971);
- «Лісова пісня» (1971);
- «30 річчю визволення України від німецько—фашистських загарбників» (1974);
- «Маршал Георгій Жуков» (1975);
- «Генерал армії Микола Ватутін» (1975).

столові сервізи
- «Перемога» (1948);
- «Чевона гвоздика».

Крім вище зазначених музеїв, твори майстра зберігаються в Шевченківському національному заповіднику у Каневі, Літературно-меморіальному музеї Максима Горького у Верхній Мануйлівці.